# جورج ليتل (ضابط)
جورج ليتل (بالإنجليزية: George Little)‏ هو ضابط أمريكي، ولد في 10 أبريل 1754 في مارشفيلد في الولايات المتحدة، وتوفي في 22 يوليو 1809 في ويماوث في الولايات المتحدة.